# 科罗恰区
科罗恰区（俄语：Корочанский район）是俄罗斯联邦别尔哥罗德州下辖的一个区，其行政中心为科罗恰。据2016年统计，该区的人口为39213人。